# Kambingan Timur
Kambingan Timur is een bestuurslaag in het regentschap Sumenep van de provincie Oost-Java, Indonesië. Kambingan Timur telt 790 inwoners (volkstelling 2010).